# 石垣純哉
石垣 純哉（いしがき じゅんや、1967年11月22日 - ）は、日本のメカニックデザイナー。静岡県静岡市出身。なお、この名前は本名ではなくペンネームである事が公表されている。

## 来歴
1989年、成田亨と共に『世紀末大戦MU -ムウ-』のテレビアニメ企画に参加するも企画自体が頓挫。翌1990年、『勇者エクスカイザー』のゲストメカデザインでデビューする。デビュー後しばらくはサンライズ作品のデザインを手掛けていたが、『EAT-MAN '98』以降他社の作品も手がけるようになり、現在に至る。
1998年、アニメーターの齋藤卓也、山口晋、小野学、大久保宏とともにスタジオ・トラピゾイドを開設する。

## 主な作品

### テレビアニメ
- 勇者エクスカイザー（1990年）
- 太陽の勇者ファイバード（1991年）
- 新世紀GPXサイバーフォーミュラ（1991年）
- 元気爆発ガンバルガー（1992年、ガンバースーツデザイン）
- 機動戦士Vガンダム（1993年、敵モビルスーツデザイン等）
- 疾風!アイアンリーガー（1993年、設定協力）
- 覇王大系リューナイト（1994年）
- 新機動戦記ガンダムW（1995年、味方MSであるマグアナック等のデザイン）
- 機動新世紀ガンダムX（1996年、陸上戦艦、MA、MS、銃器、コクピット周りのデザイン）[2]
- 星方武侠アウトロースター（1998年）
- Bビーダマン爆外伝（1998年）
- EAT-MAN'98（1998年）
- DTエイトロン（1998年）
- ブレンパワード（1998年、ノヴィス・ノア原画）
- ∀ガンダム（1999年）
- 女神候補生（2000年、敵生命体であるヴィクティム等のデザイン）
- 機巧奇傳ヒヲウ戦記（2000年、からくりデザイン）
- 機動天使エンジェリックレイヤー（2001年）
- Z.O.E Dolores, i（2001年、オービタルフレーム ハトール）
- ヒートガイジェイ（2002年）
- 鋼の錬金術師（2003年、キメラデザイン）
- IGPX（2005年）
- ノエイン もうひとりの君へ（2005年、コンセプトデザイン）
- デルトラクエスト（2007年、モンスターデザイン）
- 機神大戦ギガンティック・フォーミュラ（2007年、メカニックデザイン）
- スカイガールズ （2007年、ワームデザイン）
- ドラゴノーツ -ザ・レゾナンス- （2007年、メカニックデザイン）
- マクロスF（2008年、メカニックデザイン）
- バトルスピリッツ 少年突破バシン （2008年、スピリットデザイン）
- テイルズ オブ ジ アビス （2008年、モンスター・メカニカルデザイン）
- バトルスピリッツ 少年激覇ダン （2009年、スピリットデザイン）
- ソ・ラ・ノ・ヲ・ト（2010年、メカニックデザイン[3]）
- バトルスピリッツ ブレイヴ （2010年、スピリットデザイン）
- UN-GO （2011年、プロダクションデザイン）
- 機動戦士ガンダムAGE （2011年、ガンダムレギルスを含む敵MS等のメカニックデザイン）
- 灼眼のシャナIII（Final） （2011年、徒デザイン）
- 超速変形ジャイロゼッター（2012年、メインメカデザイン）
- 最強銀河 究極ゼロ 〜バトルスピリッツ〜（2013年、スピリットデザイン）
- のりものまん モービルランドのカークン（2020年、コンセプトデザイン）
- 闘神機ジーズフレーム（2021年、メカニックデザイン）
- ぐんまちゃん（2021年、ヴィルズデザイン）
- ぐんまちゃん シーズン2（2023年、グングングングングングンマーデザイン）
- 勇気爆発バーンブレイバーン（2024年、メカニックデザイン）
- ドラえもん (2005年のテレビアニメ)（2024年、デザイン協力）

### OVA
- 機動戦士ガンダム0083 STARDUST MEMORY（1991年、澄矢トオル名義[4]）
- 機動戦士ガンダム 第08MS小隊（1996年、デザインワークス）
- 新機動戦記ガンダムW Endless Waltz（1997年、メカニックデザイン）
- マクロス ゼロ（2003年、メカニックデザイン）
- トップをねらえ2!（2004年、メカニックデザイン）
- アカネマニアックス（2005年）
- ARMORED CORE FORT TOWER SONG（2007年）
- 機動戦士ガンダムUC（2010年、デザインワークス）
- アイアンマン：ライズ・オブ・テクノヴォア（2013年、メカニックデザイン）

### 劇場版アニメ
- 機動戦士ガンダムF91（1991年、デザインワークス）
- 機動戦士ガンダム 第08MS小隊 ミラーズ・リポート（1998年、デザインワークス）
- 劇場版 鋼の錬金術師 シャンバラを征く者（2005年、クリーチャーデザイン）
- ヱヴァンゲリヲン新劇場版:序 （2007年、デザインワークス）
- 超劇場版ケロロ軍曹3 ケロロ対ケロロ天空大決戦であります!（2008年、メカデザイン・3Dガンダムモデル監修）
- 超劇場版ケロロ軍曹 誕生!究極ケロロ 奇跡の時空島であります!!（2010年、メカニカルデザイン）
- 劇場版マクロスF 虚空歌姫〜イツワリノウタヒメ〜（2009年、メカニックデザイン）
- マクロスFB7 オレノウタヲキケ!（2012年、メカニックデザイン）
- 楽園追放 -Expelled from Paradise-（2014年、メカニックデザイン）
- 映画ドラえもん のび太の宇宙小戦争 2021（2022年、メカデザイン）
- クレヨンしんちゃん オラたちの恐竜日記（2024年、メカ恐竜デザイン）
- クレヨンしんちゃん 超華麗!灼熱のカスカベダンサーズ（2025年、3Dメカデザイン）

### ゲーム
- バトルロボット烈伝（1995年、戦艦デザイン）
- ゼノギアス（1998年、ギアデザイン）
- リアルロボッツファイナルアタック（1998年、ラスボスデザイン）
- アームド・ファイター（1999年）
- SDガンダム GGENERATION ZERO（1999年）
- SDガンダム GGENERATION F（2000年）
- 機甲武装Gブレイカー（2002年）
- ゼノサーガ エピソードI［力への意志］（2002年、ハイアムズ重工業製メカのデザイン等）
- ゼノサーガ エピソードII［善悪の彼岸］（2004年、メカデザイン）
- ゼノサーガ エピソードIII［ツァラトゥストラはかく語りき］（2006年、オメガ関連のメカデザイン(配色は別スタッフによる)）
- 黎明のラヴェンデュラ（2005年、メカデザイン）
- Another Century's Episodeシリーズ（2006,2007年、メカデザイン）
- Death end re;Quest（2018年、召喚蟲デザイン）
- 星と翼のパラドクス（2018年、メカデザイン）

### Webアニメ
- ガンダムビルドダイバーズRe:RISE（2019年、メカニックデザイン）
- バトルスピリッツ サーガブレイヴ（2019年、スピリットデザイン）
- バトルスピリッツ 赫盟のガレット（2020年、スピリットデザイン）
- バトルスピリッツ ミラージュ（2021年、スピリットデザイン）

### トレーディングカードゲーム
- バトルスピリッツ（2008年）
- 超速変形ジャイロゼッター（2012年）

### 漫画
- 機動戦士ガンダム C.D.A. 若き彗星の肖像（2002年）
- 機動新世紀ガンダムX〜UNDER THE MOONLIGHT〜（2004年）

### 小説
- アベニールをさがして（1995年、イラスト、著・富野由悠季）